# Scott R. Dunlap
Scott R. Dunlap (20 de junio de 1892-30 de marzo de 1970) fue un productor, director, guionista, y actor cinematográfico de nacionalidad estadounidense. 
Nacido en Chicago, Illinois, Dunlap produjo 70 filmes entre 1937 y 1960, además de dirigir otros 47 entre 1919 y 1929. 
En 1942, Dunlap se encontraba con la estrella del western Buck Jones en el incendio del nightclub Cocoanut Grove en Boston, Massachusetts. Dunlap estaba en el local presentando una celebración en honor de. Jones falleció dos días después del incendio, mientras que Dunlap, seriamente herido, sobrevivió.
Scott R. Dunlap falleció en 1970 en Los Ángeles, California. Fue enterrado en el Cementerio Forest Lawn Memorial Park de Glendale (California).

## Selección de su filmografía
- Stampede (1949) productor
- Doomed to Die (1940)
- The Fatal Hour (1940)
- The Mystery of Mr. Wong (1939)
- The Frontier Trail (1926) director
- The Seventh Bandit (1926) director
- Driftin' Thru (1926) director
- The Texas Trail (1925) director
- Silent Sanderson (1925) director
- Beyond the Border (1925) director